# Џошуа Басет
Џошуа Т. Басет (енгл. Joshua T. Bassett; Оушансајд, 22. децембар 2000) амерички је глумац и певач. Познат је по улози Рикија Боуена у серији Средњошколски мјузикл: Мјузикл: Серија.

## Дискографија

### EP-ови
| Назив | Детаљи                                                                                            | Позиција |
| Назив | Детаљи                                                                                            | САД      |
| ----- | ------------------------------------------------------------------------------------------------- | -------- |
| [ 6 ] | - Датум објављивања: 12. март 2021. - Дискографска кућа: - Формат: циртуелно преузимање, стриминг | 19       |

## Филмографија

### Телевизија
| Година    | Српски назив                           | Изворни назив | Улога        | Напомене                                   |
| --------- | -------------------------------------- | ------------- | ------------ | ------------------------------------------ |
| 2017.     | Смртоносно оружје                      |               | Вил          | епизода: „Ризик од летења”                 |
| 2018.     | Развали игру                           |               | Брок         | епизода: „Бејб и дечаци”                   |
| 2018.     |                                        |               | млади Џон    | епизода: „Лорд високи џелат”               |
| 2018.     | У средини                              |               | Ејдан Питерс | споредна улога, 9 епизода                  |
| 2019.     | Увод у анатомију                       |               | Лајнус       | Епизоде: „Девојка у коми”, „Хоћу нови лек” |
| 2019—2023 | Средњошколски мјузикл: Мјузикл: Серија |               | Рики Боуен   | главна улога                               |
| 2020.     |                                        |               | себе         | епизода: „Падају пингвини!”                |

### Филм
| Година | Српски назив | Изворни назив | Улога         | Напомене |
| ------ | ------------ | ------------- | ------------- | -------- |
| 2022.  |              |               | Ентони Фостер |          |

## Позориште
| Година | Српски назив | Изворни назив | Улога | Напомене                        |
| ------ | ------------ | ------------- | ----- | ------------------------------- |
| 2018.  |              |               | Мет   | Хадсон бекстејџ театар, Холивуд |